# Phalaenoides polysticta
Phalaenoides polysticta är en fjärilsart som beskrevs av Butler 1875. Phalaenoides polysticta ingår i släktet Phalaenoides och familjen nattflyn. Inga underarter finns listade i Catalogue of Life.